# Robert Forster
Robert Wallace Forster Jr. (Rochester, 13 luglio 1941 – Los Angeles, 11 ottobre 2019) è stato un attore statunitense, candidato al premio Oscar al miglior attore non protagonista nel 1998 per Jackie Brown.

## Biografia
Forster nacque a Rochester, nello stato di New York, figlio dell'italoamericana Grace Dorothy e di Robert Wallace Forster Sr, di origini irlandesi. Dopo il divorzio dei genitori, all'età di otto anni Forster venne affidato al padre. Frequentò l'Università di Rochester, nella quale si laureò in Storia nel 1964 con un Bachelor of Arts, recitando anche in vari spettacoli teatrali.
Iniziò la carriera di attore nel 1962, recitando nel film Vita o morte, diretto da Daniel Petrie. Interpretò la sua prima parte di rilievo in Riflessi in un occhio d'oro (1967), accanto a Marlon Brando e Elizabeth Taylor, che gli aprì la strada di una prolifica carriera cinematografica, durata oltre quattro decenni. Tra i film che lo videro protagonista, da ricordare La notte dell'agguato (1968), Rapporto a quattro (1969), Noi due (1970), The City (1972), Valanga (1974), Vigilante (1983), The Black Hole - Il buco nero (1979), Alligator (1980), Delta Force (1986), e molti altri. Nel 1997 recitò in Jackie Brown di Quentin Tarantino, nel ruolo di Max Cherry, grazie al quale ottenne la candidatura all'Oscar al miglior attore non protagonista. Tra le sue interpretazioni successive si ricordano Kiss Toledo Goodbye (1999), Mulholland Drive (2001), Grand Theft Parsons (2003) e Firewall - Accesso negato (2006). 
Debuttò sul piccolo schermo nel 1968 in un episodio della serie Al banco della difesa, e in seguito partecipò a episodi di numerose altre serie. È conosciuto dal pubblico televisivo soprattutto per il ruolo di Arthur Petrelli, interpretato nella terza stagione della serie televisiva Heroes. Nel 2011 entrò a far parte del cast principale della serie televisiva Alcatraz, in cui interpretò il ruolo di Ray Archer. Nel 2013 interpreta Ed Galbraith, l'"estrattore", nella quinta ed ultima stagione di Breaking Bad, e nel 2020 riprende il ruolo nel primo episodio della quinta stagione di Better Call Saul. Nel 2017 interpreta il ruolo dello sceriffo Frank Truman, il fratello dello sceriffo Harry S. Truman della serie originale, nella serie televisiva Twin Peaks - Il ritorno. 
Robert Forster è morto l'11 ottobre 2019, all'età di 78 anni, a causa di un cancro al cervello nella sua casa di Los Angeles; incidentalmente, nello stesso giorno è stato distribuito anche El Camino - Il film di Breaking Bad, contenente la sua ultima apparizione cinematografica.

## Filmografia parziale

### Attore

#### Cinema
- Riflessi in un occhio d'oro (Reflections in a Golden Eye), regia di John Huston (1967)
- I commedianti (The Comedians), regia di Peter Glenville (1967)
- La notte dell'agguato (The Stalking Moon), regia di Robert Mulligan (1968)
- Rapporto a quattro (Justine), regia di George Cukor (1969)
- America, America, dove vai? (Medium Cool), regia di Haskell Wexler (1969)
- Noi due (Pieces of Dreams), regia di Daniel Haller (1970)
- Cover Me Babe, regia di Noel Black (1970)
- Journey Through Rosebud, regia di Tom Gries (1972)
- Il boss è morto (The Don is Dead), regia di Richard Fleischer (1973)
- Stunts, il pericolo è il mio mestiere (Stunts), regia di Mark L. Lester (1977)
- Valanga (Valanche), regia di Corey Allen (1978)
- The Lady in Red, regia di Lewis Teague (1979)
- The Black Hole - Il buco nero (The Black Hole), regia di Gary Nelson (1979)
- Alligator, regia di Lewis Teague (1980)
- The Kinky Coaches and the Pom Pom Pussycats, regia di Mark Warren (1981)
- Vigilante, regia di William Lustig (1983)
- Walking The Edge, regia di Norbert Meisel (1985)
- Delta Force (The Delta Force), regia di Menahem Golan (1986)
- Hollywood Harry, regia di Robert Forster (1986)
- Escuadrón, regia di Josè Antonio de la Loma (1988)
- Satan's Princess, regia di Bert I. Gordon (1989)
- Il banchiere (The Banker), regia di William Webb (1989)
- La bahía esmeralda, regia di Jesús Franco (1989)
- Peacemaker, regia di Kevin Tenney (1990)
- Commited, regia di William A. Levey (1991)
- Bandiera a scacchi (Chekered Flag), regia di John Glen (1991)
- Sete di giustizia (Diplomatic Immunity), regia di Peter Maris (1991)
- Perseguitato dalla fortuna (29 Street), regia di George Gallo (1991)
- In Between, regia di Thomas Costantidines (1991)
- Maniac Cop 3 - Il distintivo del silenzio (Maniac Cop III: Badge of Silence), regia di William Lustig (1993)
- Una chiamata nella notte (South Beach), regia di Fred Williamson (1993)
- American Yakuza, regia di Frank A. Cappello (1993)
- Cover Story, regia di Gregg Smith (1993)
- Body Chemistry 3 (Point of Seduction: Body Chemistry III), regia di Jim Wynorski (1994)
- Scanner Cop II, regia di Steve Barnett (1995)
- Guns and Lipstick, regia di Jenö Hodi (1995)
- The Method, regia di Kevin Lewis (1996)
- Sfida finale (Original Gangstas), regia di Larry Cohen (1996)
- Uncle Sam, regia di William Lustig (1996)
- Hindsight, regia di John T. Bone (1996)
- American Perfekt, regia di Paul Chart (1997)
- Demolition University, regia di Kevin Tenney (1997)
- Jackie Brown, regia di Quentin Tarantino (1997)
- Night Vision, regia di Gil Bettman (1997)
- Psycho, regia di Gus Van Sant (1998)
- Outside Ozona, regia di J.S. Cardone (1998)
- È una pazzia (It's the Rage), regia di James D. Stern (1999)
- Family Tree, regia di Duane Clark (1999)
- Kiss Toledo Goodbye, regia di Lyndon Chubbuck (1999)
- Supernova, regia di Walter Hill (2000)
- The Magic of Marciano, regia di Tony Barbieri (2000)
- Lakeboat, regia di Joe Mantegna (2000)
- Baciato da un angelo (Cowboys and Angels), regia di Gregory C. Haynes (2000) - non accreditato
- Diamond Men, regia di Dan Cohen (2000)
- Io, me & Irene (Me, Myself and Irene), regia di Bobby Farrelly (2000)
- Mulholland Drive, regia di David Lynch (2001)
- Human Nature, regia di Michel Gondry (2001)
- Finder's Fee, regia di Jeff Probst (2001)
- Lone Hero, regia di Ken Sanzel (2002)
- Strange Hearts, regia di Michelle Gallagher (2002)
- Il sogno di Calvin (Like Mike), regia di John Schultz (2002)
- Confidence - La truffa perfetta (Confidence), regia di James Foley (2003)
- Charlie's Angels - Più che mai (Charlie's Angels: Full Throttle), regia di McG (2003)
- Grand Theft Parsons, regia di David Caffrey (2003)
- Firewall - Accesso negato (Firewall), regia di Richard Locraine (2006)
- Slevin - Patto criminale (Lucky Number Slevin), regia di Paul McGuigan (2006)
- Wild Seven, regia di James M. Hausler (2006)
- La setta delle tenebre (Rise), regia di Sebastian Gutierrez (2008)
- Dragon Wars (D-War), regia di Shim Hyung-rae (2007)
- Cleaner, regia di Renny Harlin (2007)
- Mała wielka miłość, regia di Łukasz Karwowski (2008)
- Jack e Jill (Jack and Jill vs. the World), regia di Vanessa Parise (2008)
- Touching Home, regia di Logan Miller e Noah Miller (2008)
- The Code, regia di Mimi Leder (2009)
- La rivolta delle ex (The Ghosts of Girlfriends Past), regia di Mark Waters (2009)
- Middle Men, regia di George Gallo (2009)
- The Bannen Way - Un criminale per bene (The Bannen Way), regia di Jesse Warren (2010)
- The Trial, regia di Gary Wheeler (2010)
- Kalamity, regia di James M. Hausler (2010)
- Girl Walks Into a Bar, regia di Sebastian Gutierrez (2011)
- Paradiso amaro (The Descendants), regia di Alexander Payne (2011)
- Hotel Noir, regia di Sebastian Gutierrez (2012)
- Somewhere Slow, regia di Jeremy O'Keefe (2013)
- Attacco al potere - Olympus Has Fallen (Olympus Has Fallen), regia di Antoine Fuqua (2013)
- Coffee, Kill Boss, regia di Nathan Marshall (2013)
- Automata (Autómata), regia di Gabe Ibáñez (2014)
- Survivor, regia di James McTeigue (2015)
- Troppo tardi (Too Late), regia di Dennis Hauck (2015)
- The Adventures of Biffle and Shooster, regia di Michael Schlesinger (2015)
- Attacco al potere 2 (London Has Fallen), regia di Babak Najafi (2016)
- The Confirmation, regia di Bob Nelson (2016)
- The American Side, regia di Jenna Ricker (2016)
- Bus Driver, regia di Brian Herzlinger (2016)
- Small Town Crime, regia di Eshom Nelms e Ian Nelms (2017)
- Small Crimes, regia di E.L. Katz (2017)
- The Case for Christ, regia di Jon Gunn (2017)
- Vendetta finale (Acts of Vengeance), regia di Isaac Florentine (2017)
- What They Had, regia di Elizabeth Chomko (2018)
- Damsel, regia di David Zellner e Nathan Zellner (2018)
- The Big Take, regia di Justin Daly (2018)
- Bigger, regia di George Gallo (2018)
- La filosofia di Phil (Phil), regia di Greg Kinnear (2019)
- El Camino - Il film di Breaking Bad (El Camino: A Breaking Bad Movie), regia di Vince Gilligan (2019)
- The Wolf of Snow Hollow, regia di Jim Cummings (2020)

#### Cortometraggi
- It's a Shame About Ray, regia di Ajay Sahgal (2000)
- Where's Angelo?, regia di Harris Goldberg e Scott Dorel (2003)
- Grampa's Cabin, regia di Dominic Scott Kay (2007)
- Red Princess Blues, regia di Alex Ferrari (2010)
- Killer on the Loose, regia di Rouslan Ovtcharoff (2011)
- The Bridge Partner, regia di Gabriel Olson (2015)
- The Biffle Murder Case, regia di Michael Schlesinger (2015)
- Run Fast, regia di Anna Musso (2015)
- The Program, regia di Dylan Mulick (2015)
- Home, regia di John Henry Hinkel (2015)
- Nasty, regia di Paul Chart (2018)

#### Televisione
- N.Y.P.D. – serie TV, episodio 1x08 (1967)
- Premiere – serie TV, episodio 1x08 (1967)
- Al banco della difesa (Judd for the Defense) – serie TV, episodio 2x01 (1968)
- Detective anni trenta (Banyon) – serie TV, 16 episodi (1971-1973)
- The Death Squad, regia di Harr Falk – film TV (1971)
- Nakia – serie TV, 14 episodi (1974)
- Lotta per la vita (Medical Story) – serie TV, episodio 1x07 (1975)
- Sulle strade della California (Police Story) – serie TV, 5 episodi (1975-1977)
- Ragazzo di provincia (Gibbsville) – serie TV, episodio 1x04 (1976)
- Royce, regia di Andrew V. McLaglen – film TV (1976)
- The City, regia di Harvey Hart – film TV (1977)
- Standing Tall, regia di Harvey Hart – film TV (1978)
- Clonazione (The Darker Side the Terror), regia di Gus Trikonis – film TV (1979)
- Il Golia attende (Goliath Awaits), regia di Kevin Connor – film TV (1981)
- Magnum, P.I. – serie TV, episodi 5x15-5x16 (1985)
- La signora in giallo (Murder, She Wrote) – serie TV, episodi 2x21-12x04 (1986-1995)
- Un salto nel buio (Tales from the Darkside) – serie TV, episodio 3x13 (1987)
- Hotel – serie TV, episodio 4x15 (1987)
- Once a Hero – serie TV, episodi 1x01-1x02-1x03 (1987)
- Le nuove avventure di Guglielmo Tell (Crossbow) – serie TV, episodi 1x18-1x19-1x20 (1987-1988)
- Jesse Hawkes – serie TV, episodi 1x01 (1989)
- Due come noi (Jake and the Fatman) – serie TV, episodi 5x01-5x02 (1991)
- Palm Springs, operazione amore (P.S.I. Luv U) – serie TV, episodi 1x11 (1991)
- In the Shadow of a Killer, regia di Alan Metzger – film TV (1992)
- Sesso, amore e soldi sporchi (Sex, Love and Cold Hard Cash), regia di Harry Longstreet – film TV (1993)
- Due poliziotti a Palm Beach (Silk Stalkings) – serie TV, episodio 3x05 (1993)
- Hawaii missione speciale (One West Waikiki) – serie TV, episodio 2x01 (1995)
- Walker Texas Ranger (Walker, Texas Ranger) – serie TV, episodi 3x11-5x26 (1995-1997)
- La finestra sul cortile (Rear Window), regia di Jeff Bleckner – film TV (1998)
- Murder in Greenwich - Martha M., diario di un omicidio film TV (2002)
- Fastlane – serie TV, episodi 1x06-1x15 (2002-2003)
- Undefeated, regia di John Leguizamo – film TV (2003)
- Street Time – serie TV, episodio 2x05 (2003)
- Karen Sisco – serie TV, 10 episodi (2003-2004)
- La tela del ragno (The Grid) – miniserie TV (2004)
- Clubhouse – serie TV, episodio 1x05 (2004)
- Huff – serie TV, 4 episodi (2004-2005)
- Tilt – serie TV, episodi 1x06-1x07 (2005)
- The Hunt for the BTK Killer, regia di Stephen Kay – film TV (2005)
- Bounty Hunters, regia di Rod Holcomb – film TV (2005)
- Numb3rs – serie TV, episodio 2x16 (2006)
- Army Wives - Conflitti del cuore (Army Wives) – serie TV, episodio 1x11 (2007)
- Desperate Housewives - I segreti di Wisteria Lane (Desperate Housewives) – serie TV, episodio 4x06 (2007)
- Heroes – serie TV, 10 episodi (2007-2008)
- CSI: NY – serie TV, episodio 8x01 (2011)
- Alcatraz – serie TV, 4 episodi (2012)
- L'uomo di casa (Last Man Standing) – serie TV, 10 episodi (2012-2018)
- The Soul Man – serie TV, episodio 1x07 (2012)
- NTSF:SD:SUV:: – serie TV, episodio 3x08 (2013)
- Breaking Bad – serie TV, episodio 5x15 (2013)
- Ironside – serie TV, episodio 1x09 (2013)
- Intruders – serie TV, episodi 1x01-1x05 (2014)
- Backstrom – serie TV, episodi 1x07-1x12 (2015)
- Childrens Hospital – serie TV, episodio 6x12 (2015)
- You'll Be Fine – serie TV, episodio 2x07 (2015)
- Divorce – serie TV, 1x06-1x10 (2016)
- I'm Dying Up Here - Chi è di scena? (I'm Dying Up Here) – serie TV, episodio 1x01 (2017)
- Twin Peaks – serie TV, 10 episodi (2017)
- Better Call Saul  – serie TV, episodio 5x01 (2020)
- Storie incredibili (Amazing Stories) – serie TV, episodio 1x03 (2020)

#### Video musicali
- Blood Like Lemonade – Morcheeba (2010)
- Wasting  - The Soft Moon (2015)

### Doppiatore
- Spawn – serie TV, episodi 3x01-3x04-3x05 (1999)
- Godzilla: The Series – serie TV, episodio 2x08 (2000)
- Justice League Unlimited – serie TV, episodi 2x10-2x12 (2005)
- I Simpson – serie TV, episodio 20x01 (2008)
- Transformers: Prime – serie TV, episodio 2x09 (2012)
- Teenage Mutant Ninja Turtles - Tartarughe Ninja (Teenage Mutant Ninja Turtles) – serie TV, 4 episodi (2014-2015)

### Produttore
- Supercar – serie TV, episodio 4x07 (1985) - produttore esecutivo
- Hollywood Harry, regia di Robert Forster (1986)
- Diamond Men, regia di Dan Cohen (2000) - produttore esecutivo

### Regista
- Hollywood Harry (1986)

## Doppiatori italiani
Nelle versioni in italiano delle opere in cui ha recitato, Robert Forster è stato doppiato da:
- Michele Gammino in Nakia, Murder in Greenwich - Martha M., Diario di un omicidio, Charlie's Angels - Più che mai, Desperate Housewives, Intruders
- Michele Kalamera ne La signora in giallo (ep. 2x21), Confidence - La truffa perfetta, Numb3rs, La rivolta delle ex, I'm Dying Up Here - Chi è di scena?
- Paolo Buglioni in Slevin - Patto criminale, Cleaner, The Code
- Luciano De Ambrosis in Valanga, La finestra sul cortile, Storie incredibili
- Franco Zucca ne Le avventure di Guglielmo Tell, Attacco al potere - Olympus Has Fallen, Automata
- Stefano De Sando in Firewall - Accesso negato, Heroes, What They Had
- Paolo Marchese in Breaking Bad, Better Call Saul, El Camino - Il film di Breaking Bad
- Rino Bolognesi in La notte dell'agguato, Kiss Toledo Goodbye
- Massimo Corvo in Jackie Brown, Mullholland Drive
- Carlo Valli in Survivor, Attacco al potere 2
- Carlo Reali in Divorce, Small Crimes
- Romano Malaspina ne La signora in giallo (ep. 12x04), Il sogno di Calvin
- Domenico Brioschi in Avalon, Grand Theft Parsons
- Manlio De Angelis in CSI: NY, Dragon Wars
- Giacomo Piperno in The Black Hole - Il buco nero
- Giancarlo Maestri in Delta Force
- Dario De Grassi in Demolition University
- Luca Biagini in Psycho
- Alessandro Rossi in Outside Ozona
- Guido Di Naccio in I-5 - Il killer dell'autostrada
- Sandro Sardone in È una pazzia
- Domenico Maugeri in Io, me & Irene
- Renato Mori in The Bannen Way - Un criminale per bene
- Bruno Alessandro in Paradiso amaro
- Angelo Nicotra ne L'uomo di casa
- Alberto Olivero in Jack e Jill
- Gerolamo Alchieri in Alcatraz
- Dario Penne in Backstrom
- Mario Zucca in Vendetta finale
- Ugo Maria Morosi in Twin Peaks
- Teo Bellia in Jackie Brown (ridoppiaggio)

Da doppiatore è sostituito da:
- Giorgio Locuratolo ne I Simpson

## Riconoscimenti
- Premi Oscar
  - 1998 – Candidatura come miglior attore non protagonista per Jackie Brown